# Empoasca lineata
Empoasca lineata är en insektsart som beskrevs av Baker 1903. Empoasca lineata ingår i släktet Empoasca och familjen dvärgstritar.
Artens utbredningsområde är Nicaragua. Inga underarter finns listade i Catalogue of Life.